# Безсмертний вампір
«Безсмертний вампір» (англ. The Immortal Vampire) — десята серія другого сезону мультсеріалу «Людина-павук» 1994 року.

## Сюжет
Людина-павук та Блейд намагаються зупинити Морбіуса, який намагається перетворити людей на вампірів з допомогою неогенового рекомбінатору. Вони об'єднуються з лейтенантом Террі Лі, яка закохується в Блейда. Після іншої спроби схопити Морбіуса, вампір викрадає тітку Пітера. Також Морбіус викрадає Феліцію Харді, плануючи зробити її першою жертвою рекомбінатору, але несподівано з'явлються Людина-павук і Блейд. Вони рятують Феліцію, але Морбіус випадково потрапляє під промінь рекомбінатору і перетворюється на кажаноподібного мутанта. Він розуміє, що вже не може повернути собі колишній вигляд і тікає з місця бою.

## У ролях
- Крістофер Деніел Барнс — Пітер Паркер/Людина-павук
- Сара Баллантайн — Мері Джейн Ватсон
- Дженніфер Гейл — Феліція Гарді
- Едвард Еснер — Джона Джеймсон
- Родні Сальсберрі — Джо "Роббі" Робертсон
- Гері Імхофф — Гаррі Озборн
- Дж. Д. Голл — Ерік Брукс/Блейд
- Доунн Льюіс — лейтенант Террі Лі
- Нік Джеймсон — Майкл Морбіус/Живий вампір
- Малкольм Макдавелл — Абрахам Вістлер